# Kamstaartbuidelmuizen
Kamstaartbuidelmuizen (Dasycercus) vormen een geslacht van echte roofbuideldieren dat voorkomt in de droge binnenlanden van Australië.

## Kenmerken
Dasycercus-soorten zijn grote, gedrongen buidelmuizen met korte poten, een korte staart en een brede kop met een puntige bek en kleine, ronde oren. De bovenkant is zandbruin tot roodachtig, de onderkant vuilwit. De dikke staart is bij de wortel roodachtig, maar driekwart ervan is bedekt met lange donkere haren. De kop-romplengte bedraagt 125 tot 220 mm, de staartlengte 75 tot 120 mm en het gewicht 70 tot 170 g.

## Leefwijze
Deze buidelmuizen bouwen holen in zand. Ze zijn voornamelijk 's nachts actief. Ze eten ongewervelden en kleine gewervelden, van schorpioenen tot kleine knaagdieren.

## Aanpassing
Kamstaartbuidelmuizen zijn fysiologisch gezien uitstekend aangepast aan het leven in de droge binnenlanden van Australië. Deze dieren hoeven nooit te drinken omdat ze al het vocht dat nodig is uit hun prooi kunnen halen. Bovendien hebben de nieren een sterk concentrerend vermogen, waardoor er zo min mogelijk water met de urine verloren gaat.
Beide soorten kamstaartbuidelmuizen maken dagelijks gebruik van torpor. Studies hebben aangetoond dat ze torpor gebruiken in het wild en in het laboratorium. In tegenstelling tot de meeste andere zoogdieren, verhogen kamstaartbuidelmuizen hun gebruik van torpor tijdens de zwangerschap. Door energie te besparen met torpor, kunnen zwangere vrouwtjes hun lichaamsgewicht verhogen, maar het lijkt erop dat ze het gebruiken om hun vetopslag te vergroten, voor de latere borstvoeding. Zwangere vrouwtjes en voortplantende mannetjes gebruiken allebei torpor tijdens de winter. Solitaire mannetjes vertonen echter slechts kortstondige torpor tijdens het voortplantingsseizoen, en in plaats daarvan verhogen ze hun gebruik van torpor nadat het broedseizoen voorbij is.

## Voortplanting
Van midden mei tot midden juni wordt er gepaard. Er worden vijf tot acht jongen geboren, die na drie à vier maanden (in oktober of november) worden gespeend.

## Soortenbeschrijving
Dit geslacht omvat twee sterk gelijkende soorten, de kamstaartbuidelmuis (Dasycercus cristicauda Krefft, 1867) en Dasycercus blythi (Waite, 1904); soms wordt ook de kamstaartbuidelrat (Dasyuroides byrnei) tot het geslacht gerekend.
Vanaf de jaren zeventig van de twintigste eeuw werd er slechts één soort onderscheiden: Dasycercus cristicauda, waarvoor D. blythi en D. hillieri (Thomas, 1905) als synoniemen golden. Vanaf het midden van de jaren negentig werd uit fylogenetische gegevens duidelijk dat er sprake was van twee soorten, die aanvankelijk de namen cristicauda en hillieri kregen. Vergelijking van deze gegevens met morfologische verschillen binnen Dasycercus bevestigde het bestaan van twee soorten. De namen cristicauda, hillieri en blythi bleken echter gebruikt op een manier die niet in overeenstemming was met het geconserveerde typemateriaal. Woolley (2005) liet zien dat de naam hillieri was gebruikt voor wat in feite D. cristicauda was, terwijl die laatste naam was gebruikt voor wat nu D. blythi is. De naam hillieri geldt nu als junior synoniem van D. cristicauda en als misapplied name voor D. blythi. Beide soorten zijn in Australië bekend onder de naam "mulgara".